# Ales Bialiațki
Ales Viktaravici Bialiațki, transliterat uneori Ales Bialiatski, (în belarusă Алесь Віктаравіч Бяляцкі, cu alfabet Łacinka: Alieś Viktaravič Bialiacki; n. 25 septembrie 1962, Veartsilea⁠(d), Sortavalsky District⁠(d), RSFS Rusă, URSS) este un activist pentru drepturile omului și prizonier de conștiință din Belarus. În 2022 a primit Premiul Nobel pentru Pace, alături de organizațiile Memorial din Rusia și Centrul pentru libertăți civile din Ucraina.